# Sunwon
Sunwon, född 1789, död 1857, var en koreansk drottning och regent. Hon var gift med kung Sunjo av Korea och regent för sin sonson kung Heonjong från 1834 till 1841, och för kung Cheoljong 1849-1852.  